# Алкуїн
Алкуїн Флакк Альбін (лат. Albinus o Flaccus, Alcuinus, давньоанг. Ealhwine, Alhwin, Alchoin, Alchvvinvs, англ. Alcuin; 735, Йорк — 19 травня 804, Тур) — англосаксонський чернець-бенедиктинець, учений та педагог, діяч Каролінзького Відродження.

## Життєпис
Народився неподалік від Йорка. Отримав освіту в архієпископській школі, яку очолював Егберт Йоркський. До п'ятдесятирічного віку залишався у Йорку, де став учителем цієї школи, а з 778 року її головою. 780 чи 781 року вирушив до Рима в справах школи і дорогою познайомився з Карлом Великим. Знання вченого та його досвід шкільництва наштовхнули Карла на думку запросити його для відкриття школи. Від 782 року став членом королівського двору в Аахені, при якому мав статус головного королівського радника у справах церкви та освіти. Був другом короля. Довгий час поєднував викладацьку діяльність у Йорку та Аахені, але врешті в 793 році остаточно осів у франків. За три роки в 796 році став абатом монастиря св. Мартіна в Турі, де залишався до самої смерті. Тут він заснував знамениту писемну школу. Особливу увагу він приділяв роботі скрипторія. Вважається, що саме Алкуїн надихнув писарів на створення каролінзького мінускула.
Велике значення мають праці Алкуїна з літургії, які заклали основи католицької обрядності. Після нього залишилося близько 300 листів, які дають повніше, ніж хроніки чи житія, уявлення про побут, звички, освіту, заняття, науку каролінгської епохи.
Алкуїн створив ряд навчальних посібників — підручники з граматики, риторики, діалектики, збірник задач з арифметики та інші. Цими роботами користувалися у школах до кінця Середніх віків. Написані вони у звичній для тих часів формі діалогу — від простих понять та висловлення думок учнів, які мусіли їх заучувати, до філософських узагальнень.
Алкуїну приписується авторство збірника математичних задач «Propositiones ad Acuendos Juvenes» (Задачі для гостроти юні). Серед цих задач класичні задачі про переправу через річку, наприклад Загадка про лисицю, гуску та мішок бобів.
Також Алкуїну приписують авторство крилатої фрази «Vox populi vox Dei» (Голос народу — голос божий).